# Complexo eólico Oitis
Complexo eólico Oitis é um conjunto de parques eólicos em construção localizado nas cidades de Dom Inocêncio, Piauí, e Casa Nova, Bahia. Sendo montado pela Neoenergia, subsidiária da espanhola Iberdrola, Oitis contará com 103 aerogeradores de 5,5 MW cada que proporcionarão um total de 566,5 MW de potência instalada, o que o tornará o segundo maior complexo eólico terrestre da empresa de energia espanhola. A cidade de Dom Inocêncio abrigará dez parques eólicos e Casa Nova abrigará outros dois, sendo que ocuparão uma área total de 2,1 quilômetros quadrados.
O projeto foi anunciado no segundo semestre de 2019 e orçado em 480 milhões de euros. Suas obras começaram primeiramente na Bahia, em novembro de 2020, após o Instituto do Meio Ambiente e Recursos Hídricos, Inema, conceder uma licença de implantação para os dois parques localizados no estado, com o restante das licenças das outras usinas e de 70 quilômetros de linhas de transmissão, com tensão em 500 kV, obtidas dois meses depois. Oitis deverá começar a operar em algum momento entre 2022 e 2023.